# Lupinus bingenensis
Lupinus bingenensis là một loài thực vật có hoa trong họ Đậu. Loài này được Suksd. miêu tả khoa học đầu tiên.